# Ralph Schoenman
Ralph Schoenman (Nova Iorque, 1935 - 2023) foi um ativista marxista estadunidense que foi secretário e assistente pessoal do filósofo britânico Bertrand Russell, além de se tornar secretário geral do Bertrand Russell Peace Foundation. Esteve envolvido em vários projetos apoiados por Russell, incluindo a Campanha pelo Desarmamento Nuclear (CND), o Comitê dos 100 e um tribunal extraoficial de crimes de guerra para julgar os líderes estadunidenses por sua conduta na Guerra do Vietnã. Pouco antes de sua morte, em 1970, Russell rompeu publicamente com Schoenman.
Nascido em uma família judia, adepto do antissionismo, escreveu o livro A História Oculta do Sionismo (The Hidden History of Zionism).

## Obras
- Death and Pillage in the Congo: A Study of Western Rule, 1965, OCLC 77008718
- A Glimpse of American Crimes in Vietnam, 1967, OCLC 468601
- Bertrand Russell: Philosopher of the Century, 1968, OCLC 5768265
- The Hidden History of Zionism, 1988, ISBN 978-0-929675-01-5
- Iraq and Kuwait: A History Suppressed, 1998, ISBN 978-0-929675-05-3